# アイルランドの野球

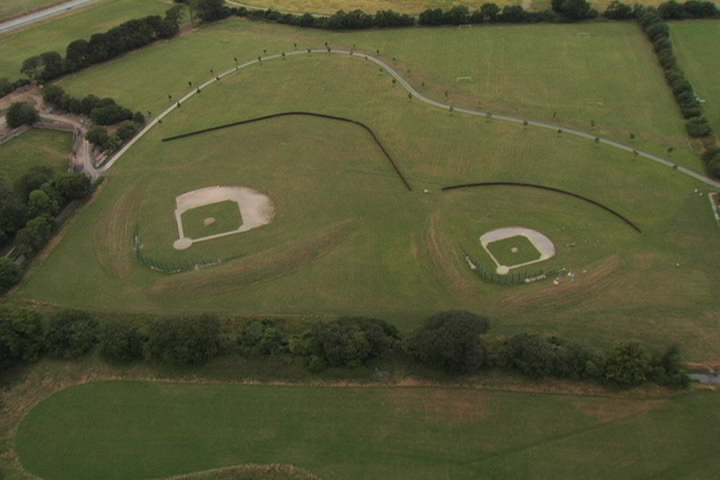
ダブリンにあるオマリーフィールド

アイルランドの野球（アイルランドのやきゅう）は1990年代から広まった。2013年には自国で国際大会を開催している。

## 国内リーグ
1997年に同野球リーグが開始された。